# 洗足小池

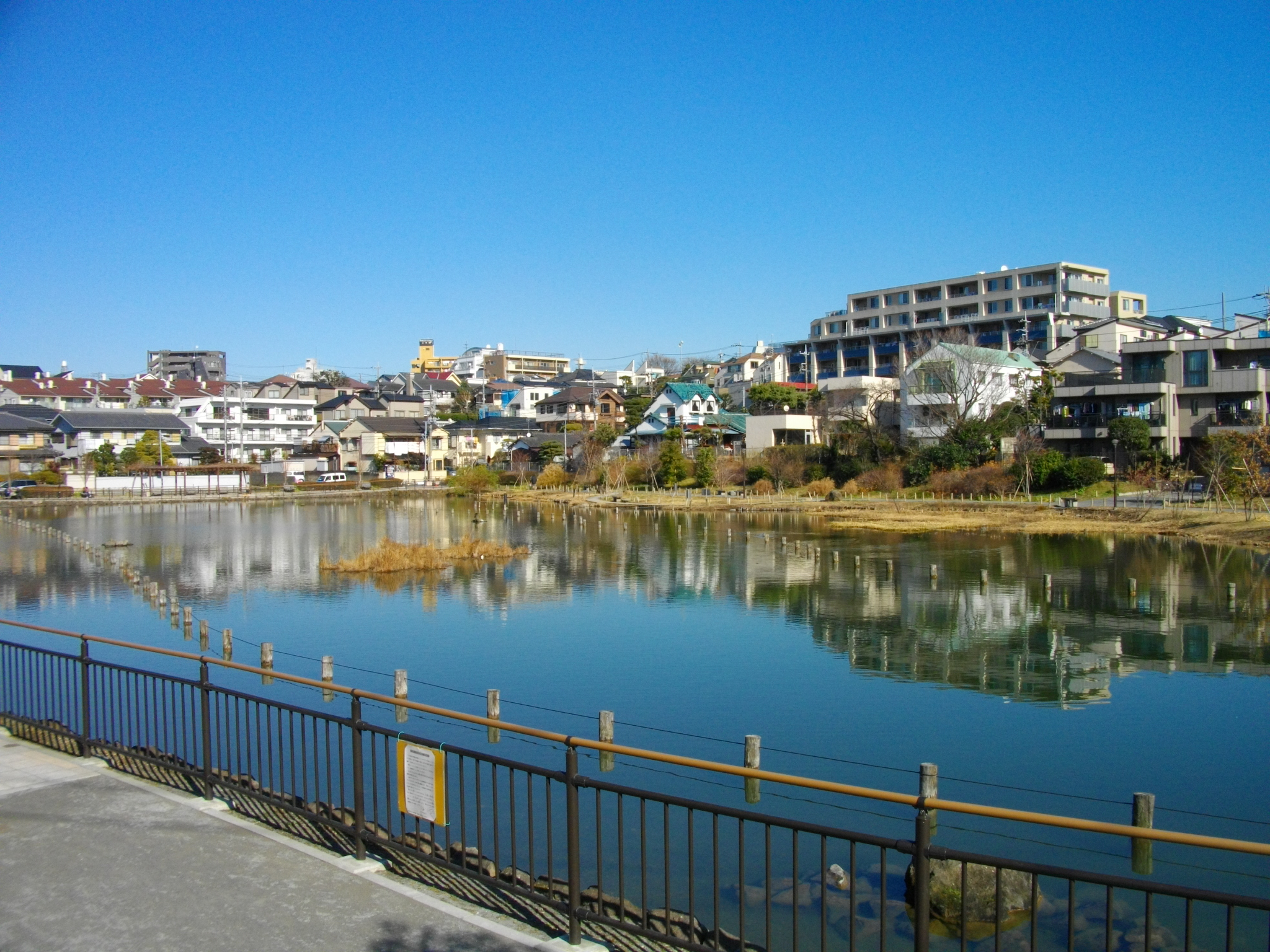
洗足小池

洗足小池（せんぞくこいけ）は、東京都大田区上池台にあった上池台小池を整備して新たにできた池。

## 概要
古くは農業用水に使用するために、谷あいの湧水をせき止めてつくった池があった。1934年から釣堀として使われ、池の中ほどに行けるように桟橋が何本か掛かっていた。釣りの対象魚は主にコイや、フナであった。しかし、釣堀を経営していた業者が営業を中止し、数年この池は放置されていた。大田区がこの池を整備することにし、2007年後半から工事が始まった。2009年に公園としてオープンした。整備後の新しくなった池を洗足小池と呼ぶことになった。

## 水源
湧水池でこの池に流れ込む川はない。湧水は平均で一日あたり144m3出ている。整備後、この湧水を利用して池の水質浄化が図られている。

## その他
- 整備前より整備後の方が池全体の面積が狭くなる。これは、前述したように湧水を利用した水質浄化をするために貯水量を少なくし、水の循環を早めるため。しかし、面積を減らすのにセメントを大量に池の底に流すため生態系の連続性が損なわれたり、釣り掘だった時代に使用され、底に残された釣り用のオモリの鉛が溶け出したりすることが懸念された。
- 工事中、ヘドロによる悪臭を防止するために薬剤散布をした際に底にたまっていたヘドロが舞い上がり、池の底にいたバクテリアが活発になったために池が酸欠になり、酸素を直接吸えるカメやザリガニは無事だったが、魚が大量死する結果となった。
- 現在、流れ出しからは暗渠の小川になっているが、洗足流れに合流することなく、合流下水道に落とされている。